# Xã Mouse River, Quận McHenry, Bắc Dakota
Xã Mouse River (tiếng Anh: Mouse River Township) là một xã thuộc quận McHenry, tiểu bang Bắc Dakota, Hoa Kỳ. Năm 2010, dân số của xã này là 15 người.